# Anomis sabulifera
Anomis sabulifera é uma mariposa da família Erebidae. Pode ser encontrada desde a África, ao leste a Índia, Sri Lanka e Austrália. Houve apenas um registro na Grã-Bretanha.

## Ecologia
Existem várias gerações por ano. As larvas se alimentam principalmente de espécies das famílias Malvaceae e Tiliaceae. As plantas alimentares registadas incluem Abelmoschus esculentus, Hibiscus tiliaceus, Commersonia bartramia, Corchorus capsularis, Corchorus olitorius, Grewia occidentalis e Triumfetta rhomboidea.